# 18 Camelopardalis
18 Camelopardalis, som är stjärnans Flamsteed-beteckning, är en ensam stjärna i den sydvästra delen av stjärnbilden Giraffen. Den har en genomsnittlig kombinerad skenbar magnitud på ca 6,44 och är mycket svagt synlig för blotta ögat där ljusföroreningar ej förekommer. Baserat på parallaxmätning inom Hipparcosuppdraget på ca 23,0 mas, beräknas den befinna sig på ett avstånd på ca 142 ljusår (ca 43 parsek) från solen. Den rör sig bort från solen med en heliocentrisk radialhastighet på ca 33 km/s och har en årlig egenrörelse på 0,251 bågsekunder per år.

## Egenskaper
18 Camelopardalis är en gul till vit stjärna i huvudserien av spektralklass F8 V. Den har en massa som är ca 1,2 solmassor, en radie som är ca 1,9 solradier och utsänder ca 4,2 gånger mera energi än solen från dess fotosfär vid en effektiv temperatur på ca 5 900 K.
18 Camelopardalis är en misstänkt variabel, som har visuell magnitud +6,4 och varierar utan någon fastställd amplitud eller periodicitet.